# Mikulovice (Pardubice)
Mikulovice é uma comuna checa localizada na região de Pardubice, distrito de Pardubice.